# Daniel Franklin Lane
Daniel Franklin Lane (* 26. November 1973 in Montclair, New Jersey) ist ein US-amerikanischer Vogelkundler und Vogelillustrator. Sein Forschungsschwerpunkt ist die neotropische Avifauna.

## Leben und Wirken
Lane ist der Sohn von Charles B. Lane und Marga, geborene Nill. Er besuchte die Montclair High School und war sehr früh Mitglied des Montclair Bird Club. Schon früh entwickelte er ein starkes Interesse an der Ornithologie und der Vogelillustration. Außerdem entdeckte er die neotropische Avifauna für sich. 1995 schrieb er sich an der Louisiana State University (LSU) ein, die er 1999 mit einem Master in Zoologie abschloss. Seine Masterarbeit hatte den Titel A phylogenetic analysis of the American barbets using plumage and vocal characters (Aves: Family Ramphastidae; Subfamily Capitonidae). An der LSU hatte er das Glück John Patton O’Neill kennen zu lernen und ihn auf mehreren Expeditionen nach Peru zu begleiten. Weitere Reisen führten ihn außerdem nach Bolivien und Ecuador, um dort die Vogelwelt an weniger bekannten Orten zu erforschen. Nach seinem Abschluss begann er als wissenschaftlicher Mitarbeiter des LSU Museum of Natural Science für das er auch heute noch auf Forschungsreisen nach Südamerika geht. Seit einiger Zeit arbeitet er zusätzlich für Corbidi – Centro de Ornitología y Biodiversidad, eine Nichtregierungsorganisation mit Sitz in Lima.
Bei der LSU lernte Lane viele Ornithologen kennen, die sich mit der neotropischen Vogelwelt beschäftigen. Für einige von ihnen wurde er beauftragt deren Artikel zu illustrieren. Einige der Illustrationen erschienen auch z. B. den Titelseiten der wissenschaftlichen Zeitschrift The Auk welche durch die American Ornithological Society herausgegeben wird. 2002 wurde Lane Mitglied einer Gruppe von Künstlern die das Buch Birds of Peru von Thomas Scott Schulenberg, Douglas Forrester Stotz, John Patton O’Neill und Theodore Albert Parker III illustrierten, welches im Jahr 2007 in der ersten Ausgabe erschien. Im Jahr 2010 erschien das Buch in einer überarbeiteten Version. Gelegentlich führt Lane auch Aufträge auch für private Käufer aus. Neben seinen Vogelillustrationen trägt er immer wieder mit Bildern und Stimmaufzeichnungen von Vögeln bei xeno-canto und Maculay Library bei.
Zusätzlich arbeitet Lane als Tour Leiter für Vogelbeobachtungsreisen für Field Guides Incorporated.

## Erstbeschreibungen von Daniel Franklin Lane
Dan Lane hat einige Gattungen, Arten und Unterarten als Erstautor beschrieben. Hierbei arbeitete er mit mehreren Autoren zusammen.

### Gattungen
Zu den Gattungen die Lane u. a. mitbeschrieben hat, gehören chronologisch:
- Heliothraupis Lane, Aponte Justiniano, Terrill, Rheindt, Klicka, Rosenberg, GH, Schmitt, Burns, 2021

### Arten
Zu den Arten die Lane u. a. mitbeschrieben hat, gehören chronologisch:
- Loretobartvogel (Capito wallacei O’Neill, Lane, Kratter, Capparella, & Fox Joo, 2000)
- Rötel-Drehschwingentyrann (Cnipodectes superrufus Lane, Servat, Valqui & Lambert, 2007)
- Várzeadrossel (Turdus sanchezorum O’Neill, Lane & Naka, 2011)
- Gelbbrustpipra (Machaeropterus eckelberryi Lane, Kratter, & O’Neill, 2017)
- Blauband-Ameisenvogel (Myrmoderus eowilsoni Moncrieff, Johnson, Lane, Beck, Angulo Pratolongo & Fagan, 2017)
- Nebeltapaculo (Scytalopus frankeae Rosenberg, KV, Davis, Rosenberg, GH, Hosner, Robbins, Valqui & Lane, 2020)
- Weißflügeltapaculo (Scytalopus krabbei Schulenberg, Lane, Spencer, Angulo Pratolongo & Cadena, 2020)
- Intitangare (Heliothraupis oneilli Lane; Aponte Justiniano; Rheindt, Rosenberg, GH, Schmitt, Terrill, 2021)

### Unterarten
Zu den Unterarten die Lane u. a. mitbeschrieben hat, gehören chronologisch:
- Blausonnennymphe (Heliangelus regalis johnsoni Graves, Lane, O’Neill, Valqui, 2011)
- Andenkreischeule (Megascops koepckeae hockingi Fjeldså, Baiker, Engblom, Franke, Geale, Krabbe, Lane, Lezama, Schmitt, Williams, Ugarte-Núñez, Yábar, V & Yábar, R, 2012)

## Publikation (Auswahl)
- mit John Patton O’Neill, Andrew Ward Kratter, Angelo Paul Capparella, Cecilia Fox Joo: A striking new species of barbet (Capitoninae: Capito) from the eastern Andes of Peru. In: The Auk. Band 117, Nr. 3, 2000, S. 569–577 (englisch, barbetboy.com [PDF; 3,2 MB]).
- mit Alvaro Jaramillo: Identification of Hylocichla/Catharus thrushes; Part I: molt and aging of spotted thrushes and field ID of Wood Thrush and Hermit Thrush. In: Birding. Band 32, Nr. 2, 2000, S. 121–135 (englisch, barbetboy.com [PDF; 6,5 MB]).
- mit Alvaro Jaramillo: Identification of Hylocichla/Catharus thrushes; Part II: Veery and Swainson’s Thrush. In: Birding. Band 32, Nr. 3, 2000, S. 242–254 (englisch, barbetboy.com [PDF; 4,8 MB]).
- mit Alvaro Jaramillo: Identification of Hylocichla/Catharus thrushes; Part III: Gray-cheeked and Bicknell’s thrushes. In: Birding. Band 32, Nr. 4, 2000, S. 318–331 (englisch, barbetboy.com [PDF; 6,5 MB]).
- mit Thomas Scott Schulenberg, John Patton O’Neill, Thomas Valqui, Christian Albújar: Birds In Perú: Biabo Cordillera Azul. Rapid Biological Inventories. In: Rapid Biological Inventories Report 2. 2001, S. 146–155 (englisch, fieldmuseum.org [PDF; 6,5 MB]).
- First description of song display and other notes on the Bare-necked Fruitcrow (Gymnoderus foetidus, Cotingidae). In: Ornitologia Neotropical. Band 14, 2003, S. 491–497 (englisch, barbetboy.com [PDF; 435 kB]).
- mit Mitch Lysinger, John V. Moore, Niels Krabbe, Paul Coopmans, Lelis Navarrete, Jonas Nilsson, Robert S. Ridgely: The Birds of Eastern Ecuador. In: Nature Recordings. Volume I: The Foothills and Lower Subtropics, 2005 (englisch, johnvmoorenaturerecordings.com).
- mit Thomas Valqui, Jose Alvarez Alonso, Jessica K. Armenta, Karen Eckhardt: The rediscovery and natural history of the White-masked Antbird (Pithys castaneus). In: The Wilson Journal of Ornithology. Band 118, Nr. 1, 2006, S. 146–155 (englisch, barbetboy.com [PDF; 462 kB]).
- mit Grace Patricia Lifiana Servat-Valenzuela, Thomas Valqui, Frank Robert Lambert: A distinctive new species of tyrant flycatcher (Passeriformes: Tyrannidae: Cnipodectes) from southeastern Peru. In: The Auk. Band 124, Nr. 3, 2007, S. 762–772 (englisch, barbetboy.com [PDF; 1,4 MB]).
- Thomas Scott Schulenberg, Douglas Forrester Stotz, John Patton O’Neill, Theodore Albert Parker III: Birds of Peru. Princeton University Press, Princeton, New Jersey 2007, ISBN 978-0-7136-8673-9.
- mit Thomas Scott Schulenberg, John Patton O’Neill, Douglas Forrester Stotz: Field identification of juvenile Empidonomus tyrants. In: Neotropical Birding. Band 3, 2008, S. 31–36 (englisch, barbetboy.com [PDF; 432 kB]).
- mit John V. Moore, Niels Krabbe, Mitch Lysinger, Paul Coopmans, Jiovanny Rivadeneyra, Robert S. Ridgely, José Hualinga, Oscar Tapuy: The Birds of Eastern Ecuador. In: Nature Recordings. Volume II: The Lowlands, 2009 (englisch, johnvmoorenaturerecordings.com).
- mit Christopher Cooper Witt: Range extensions for two rare high-Andean birds in central Peru. In: Cotinga. Band 3, 2009, S. 90–94 (englisch, barbetboy.com [PDF; 428 kB]).
- Thomas Scott Schulenberg, Douglas Forrester Stotz, Daniel Franklin Lane, John Patton O’Neill, Theodore Albert Parker III: Birds of Peru. Revised, Update Edition Auflage. Princeton University Press, Princeton, New Jersey 2010, ISBN 978-0-691-13023-1.
- mit Gary Russell Graves, John Patton O’Neill, Thomas Valqui: A distinctive new subspecies of the Royal Sunangel (Aves: Trochiliformes; Heliangelus regalis) from the Cordillera Azul, northern Peru. In: Zootaxa. Nr. 3002, 2011, S. 52–58 (barbetboy.com [PDF; 862 kB]).
- mit John Patton O’Neill, Luciano Nicolás Naka: A cryptic new species of thrush (Turdidae: Turdus) from western Amazonia. In: The Condor. Band 113, 2011, S. 869–880 (englisch, barbetboy.com [PDF; 559 kB]).
- mit Fernando Angulo, Huw Lloyd, John Patton O’Neill, Manuel Alberto Plenge, Thomas Scott Schulenberg, Douglas Forrester Stotz, Barry Walker, Leonardo Mauricio Ugarte Lewis, Thomas Valqui, Renzo Zeppilli T.: Reporte del comité de registros de aves peruanas del periodo 2008 – 2009 / Report of the Peruvian bird records committee 2008 - 2009. In: UNOP Boletín informativo. Band 7, Nr. 1, 2012, S. 45–52 (englisch, barbetboy.com [PDF; 1,1 MB]).
- mit Fernando Angulo, Huw Lloyd, John Patton O’Neill, Manuel Alberto Plenge, Thomas Scott Schulenberg, Douglas Forrester Stotz, Barry Walker, Leonardo Mauricio Ugarte Lewis, Thomas Valqui, Renzo Zeppilli T.: Reporte del Comité de Registros de Aves Peruanas (CRAP) del periodo 2010 - 2011 / Report of the Peruvian Bird Records Committee 2010 - 2011. In: UNOP Boletín informativo. Band 7, Nr. 2, 2012, S. 51–62 (englisch, barbetboy.com [PDF; 594 kB]).
- mit Jon Fjeldså, Jan Baiker, Gunnar Engblom, Irma Franke, David Geale, Niels Kaare Krabbe, Miguel Lezama, Fabrice Schmitt, Robert S. R. Williams, Joaquín Ugarte-Núñez, Virgilio Yábar & Ramiro Yábar: Reappraisal of Koepcke’s Screech Owl Megascops koepckeae and description of a new subspecies. In: Bulletin of the British Ornithologists’ Club. Band 132, Nr. 3, 2012, S. 180–193 (biodiversitylibrary.org).
- Romancing the Stone… er, Barbet. In: Neotropical Birding. Band 11, 2012, S. 27–32 (englisch, barbetboy.com [PDF; 1,1 MB]).
- Novel song types among Mexican and Colombian populations of Strong-billed Woodcreeper Xiphocolaptes promeropirhynchus. In: Cotinga. Band 34, 2012, S. 82–86 (englisch, barbetboy.com [PDF; 929 kB]).
- mit César Sánchez, Jacob R. Saucier, Phred M Benham, Richard E. Gibbons, Thomas Valqui, Sheila Antoinette Figueroa Ramírez, C. Jonathan Schmitt, Cynthia Sánchez, Brian K. Schmidt, Christopher M. Milensky, Antonio García Bravo, Diego García Olaechea: New and noteworthy Records from Northwestern Peru, Department of Tumbes. In: UNOP Boletín informativo. Band 7, Nr. 2, 2012, S. 18–36 (englisch, barbetboy.com [PDF; 4,7 MB]).
- mit Fernando Angulo Pratolongo, Manuel Alberto Plenge, Thomas Scott Schulenberg, Douglas Forrester Stotz, Barry Walker, Leonardo Mauricio Ugarte Lewis, Thomas Valqui, Renzo Zeppilli T.: Reporte del Comité de Registros de Aves Peruanas (CRAP) del periodo 2012 / Report of the Peruvian Bird Records Committee 2012. In: UNOP Boletín informativo. Band 8, Nr. 2, 2013, S. 65–76 (englisch, barbetboy.com [PDF; 704 kB]).
- mit Mark Blair Robbins, Thomas Scott Schulenberg, Andrés M. Cuervo, Laurence C. Binford, Arpad S. Nyari, Mariela Combe, Walter Wehtje: Abra Maruncunca, dpto. Puno, Peru, revisited: vegetation cover and avifauna changes over a 30-year period. In: Bulletin of the British Ornithologists’ Club. Band 133, Nr. 1, 2013, S. 31–55 (biodiversitylibrary.org).
- mit Fernando Angulo Pratolongo, Manuel Alberto Plenge, Thomas Scott Schulenberg, Douglas Forrester Stotz, Barry Walker, Leonardo Mauricio Ugarte Lewis, Thomas Valqui, Renzo Zeppilli T.: Reporte del Comité de Registros de Aves Peruanas (CRAP) del periodo 2013 / Report of the  Peruvian Bird Records Committee 2013. In: UNOP Boletín informativo. Band 9, Nr. 2, 2014, S. 45–54 (englisch, barbetboy.com [PDF; 725 kB]).
- mit Michael G. Harvey, Justin Hite, Ryan Scott Terrill, Sheila Figueroa Ramírez, Brian Tilston Smith, John Klicka, Walter Vargas Campos: Notes on bird species in bamboo in northern Madre de Dios, Peru including the first Peruvian record of Acre Tody-Tyrant (Hemitriccus cohnhafti). In: Occasional Papers of the Louisiana State University Museum of Natural Science. Band 81, 2014, S. 1–38 (englisch, barbetboy.com [PDF; 2,4 MB]).
- New and noteworthy records of birds in Bolivia. In: Cotinga. Band 36, 2014, S. 56–67 (englisch, barbetboy.com [PDF; 964 kB]).
- mit Fernando Angulo Pratolongo, Manuel Alberto Plenge, Thomas Scott Schulenberg, Douglas Forrester Stotz, Barry Walker, Leonardo Mauricio Ugarte Lewis, Thomas Valqui, Renzo Zeppilli T.: Reporte del Comité de Registros de Aves Peruanas (CRAP) del periodo 2014 / Report of the Peruvian Bird Records Committee 2014. In: UNOP Boletín informativo. Band 10, Nr. 2, 2015, S. 63–71 (englisch, barbetboy.com [PDF; 3,4 MB]).
- mit Fernando Angulo Pratolongo, Manuel Alberto Plenge, Thomas Scott Schulenberg, Douglas Forrester Stotz, Barry Walker, Leonardo Mauricio Ugarte Lewis, Thomas Valqui, Renzo Zeppilli T.: Reporte del Comité de Registros de Aves Peruanas (CRAP) del periodo 2015 / Report of the Peruvian Bird Records Committee 2015. In: UNOP Boletín informativo. Band 11, Nr. 2, 2016, S. 71–81 (englisch, barbetboy.com [PDF; 1,9 MB]).
- mit Sonia Salazar, José Luis Mena, Christopher Cooper Witt: Estatus y distribución en el Perú del Tucán Andino de Pico Negro Andigena nigrirostris (Waterhouse, 1839). In: Revista peruana de biología. Band 24, Nr. 1, 2017, S. 55–58 (spanisch, barbetboy.com [PDF; 854 kB]).
- mit Andrew Ward Kratter, John Patton O’Neill: A new species of manakin (Aves: Pipridae; Machaeropterus) from Peru with a taxonomic reassessment of the Striped Manakin (M. regulus) complex. In: Zootaxa. Band 4320, Nr. 2, 2017, S. 379–390 (englisch, barbetboy.com [PDF; 7,8 MB]).
- mit Tatiana Pequeño: A new Peruvian locality for Scimitar-winged Piha Lipaugus uropygialis, with the first description of flight display and other natural history notes. In: Bulletin of the British Ornithologists' Club. Band 137, Nr. 3, 2017, S. 161–172 (englisch, barbetboy.com [PDF; 4,0 MB]).
- mit Fernando Angulo,  Alfredo Begazo, Manuel Alberto Plenge, Thomas Scott Schulenberg, Douglas Forrester Stotz, Barry Walker, Leonardo Mauricio Ugarte Lewis, Thomas Valqui: Reporte del Comité de Registros de Aves Peruanas (CRAP) del periodo 2016 / Report of the Peruvian Bird Records Committee 2016. In: UNOP Boletín informativo. Band 12, Nr. 2, 2017, S. 49–56 (englisch, barbetboy.com [PDF; 284 kB]).
- mit Andre Eugene Moncrieff, Oscar Johnson, Josh Ryan Beck, Fernando Angulo Pratolongo, Jesse Fagan: A new species of antbird (Passeriformes: Thamnophilidae) from the Cordillera Azul, San Martiın, Peru. In: The Auk. Band 135, Nr. 1, 2018, S. 114–126 (englisch, barbetboy.com [PDF; 6,8 MB]).
- mit Fernando Angulo Pratolongo: The distribution, natural history, and status of the Long-whiskered Owlet (Xenoglaux loweryi). In: Wilson Journal of Ornithology. Band 130, Nr. 3, 2018, S. 650–657 (englisch, barbetboy.com [PDF; 1,4 MB]).
- mit Fernando Angulo,  Alfredo Begazo, Manuel Alberto Plenge, Thomas Scott Schulenberg, Douglas Forrester Stotz, Barry Walker, Leonardo Mauricio Ugarte Lewis, Thomas Valqui: Reporte del Comité de Registros de Aves Peruanas (CRAP) del periodo 2017 / Report of the Peruvian Bird Records Committee 2017. In: UNOP Boletín informativo. Band 14, Nr. 2, 2019, S. 51–62 (englisch, barbetboy.com [PDF; 334 kB]).
- mit Andre Eugene Moncrieff, Oscar Johnson, José Álvarez Alonso, Katya Balta, Karen Eckhardt, Jessica Armenta, Thomas Valqui, Flor Hernández, Mayori Soto Huaira, Cristian Mur, Michael G. Harvey, Karen Verde-Guerra, Sheila Figueroa Ramírez: Avifaunal surveys along the lower Huallaga River, Region of Loreto, Peru: New distributional records, collection of topotypes, and taxonomic implications. In: Wilson Journal of Ornithology. Band 130, Nr. 3, 2019, S. 650–657 (englisch, barbetboy.com [PDF; 255 kB]).
- mit Andre Eugene Moncrieff, Oscar Johnson, José Álvarez Alonso, Katya Balta, Karen Eckhardt, Jessica Armenta, Thomas Valqui, Flor Hernández, Mayori Soto Huaira, Cristian Mur, Michael G. Harvey, Karen Verde-Guerra, Sheila Figueroa Ramírez: Supplemental Table S1: Bird lists for localities surveyed. In: Wilson Journal of Ornithology. Band 130, Nr. 3, 2019, S. 650–657 (englisch, barbetboy.com [PDF; 3,7 MB]).
- mit Fernando Angulo,  Alfredo Begazo, Manuel Alberto Plenge, Thomas Scott Schulenberg, Douglas Forrester Stotz, Barry Walker, Leonardo Mauricio Ugarte Lewis, Thomas Valqui: RReporte del Comité de Registros de Aves Peruanas (CRAP) del periodo 2018 / Report of the Peruvian Bird Records Committee 2018. In: UNOP Boletín informativo. Band 14, Nr. 2, 2019, S. 63–74 (englisch, barbetboy.com [PDF; 414 kB]).
- mit Niels Krabbe, Thomas Scott Schulenberg, Peter Andrew Hosner, Kenneth Victor Rosenberg, Tristan J. Davis, Gary H. Rosenberg, Michael J. Andersen, Mark Blair Robbins, Carlos Daniel Cadena, Thomas Valqui, Jessie Frances Salter, Andrew J. Spencer, Fernando Angulo, Jon Fjeldså: Untangling cryptic diversity in the High Andes: Revision of the Scytalopus [magellanicus] complex (Rhinocryptidae) in Peru reveals three new species. In: The Auk. Band 137, Nr. 1, 2020, S. 1–26 (englisch, barbetboy.com [PDF; 2,2 MB]).
- mit R. Terry Chesser, Morton L. Isler, Andrés M. Cuervo, C. Daniel Cadena, Spencer C. Galen, Laura M. Bergner, Robert C. Fleischer, Gustavo A. Bravo, Peter A. Hosner: Conservative plumage masks extraordinary phylogenetic diversity in the Grallaria rufula (Rufous Antpitta) complex of the humid Andes. In: The Auk. Band 137, Nr. 1, 2020, S. 1–25 (englisch, barbetboy.com [PDF; 22,7 MB]).
- mit Fernando Angulo,  Alfredo Begazo, Manuel Alberto Plenge, Thomas Scott Schulenberg, Barry Walker, Leonardo Mauricio Ugarte Lewis, Thomas Valqui: Reporte del Comité de Registros de Aves Peruanas (CRAP) del periodo 2019 / Report of the Peruvian Bird Records Committee 2019. In: UNOP Boletín informativo. Band 15, Nr. 1, 2020, S. 42–53 (englisch, barbetboy.com [PDF; 4,2 MB]).
- mit Jorge Tiravanti, Thibaud Aronson, Daniel Orizano, Federico Rizo Patrón, Florencia Trama, Rolando Becerra: Ampliación del rango de distribución norte de la Codorniz Enmascarada (Odontophorus balliviani) en Perú. In: UNOP Boletín informativo. Band 15, Nr. 2, 2020, S. 15–20 (englisch, barbetboy.com [PDF; 3,2 MB]).
- mit Andre Eugene Moncrieff, Oscar Johnson,  Cristhian Felix, Anna E. Hiller, Eamon C. Corbett, Matthew L. Brady, Glenn F. Seeholzer, Emil Bautista, Michael G. Harvey,: Avifaunal surveying the central Peruvian Amazon clarify range limits and highlight links between avian and habitat diversity. In: Wilson Journal of Ornithology. Band 132, Nr. 4, 2020, S. 934–952 (englisch, barbetboy.com [PDF; 15,5 MB]).
- mit Miguel Angel Aponte Justiniano, Ryan Scott Terrill, Frank E. Rheindt, Lukas Brent Klicka, Gary H. Rosenberg, C. Jonathan Schmitt, Kevin J. Burns: A new genus and species of tanager (Passeriformes, Thraupidae) from the lower Yungas of western Bolivia and southern Peru. In: Ornithology. Band 138, 2021, S. 1–17 (englisch, barbetboy.com [PDF; 969 kB]).
- mit Fernando Angulo, Alfredo Begazo, Manuel Alberto Plenge, Thomas Scott Schulenberg, Barry Walker, Leonardo Mauricio Ugarte Lewis, Thomas Valqui: Reporte del Comité de Registros de Aves Peruanas (CRAP) del periodo 2020 / Report of the Peruvian Bird Records Committee 2020. In: UNOP Boletín informativo. Band 16, Nr. 2, 2021, S. 31–52 (englisch, barbetboy.com [PDF; 4,2 MB]).
- mit Miguel Ángel Aponte Justiniano, Darwin Ric, Oswaldo Maillard, Ryan Scott Terrill, Abraham G. Calle, Roger Ramírez, Miguel Ángel Montenegro Avila, Rosario Arispe, Luis H. Acosta, Marcia M. Salvatierra, Willian S. Pantoja, Gustavo Sánchez, Diego Aliaga-Pantoja: New and noteworthy observations on the distribution of birds in Bolivia. In: Cotinga. Band 44, 2021, S. 9–18 (englisch, barbetboy.com [PDF; 1,5 MB]).
- mit Fernando Angulo, Alfredo Begazo, Manuel Alberto Plenge, Thomas Scott Schulenberg, Leonardo Mauricio Ugarte Lewis, Thomas Valqui, Barry Walker: Reporte del Comité de Registros de Aves Peruanas (CRAP) del periodo 2021 / Report of the Peruvian Bird Records Committee 2021. In: UNOP Boletín informativo. Band 17, Nr. 2, 2022, S. 37–47 (englisch, weebly.com [PDF; 2,0 MB]).
- mit Fernando Angulo, Alfredo Begazo, Manuel Alberto Plenge, Thomas Scott Schulenberg, Leonardo Mauricio Ugarte Lewis, Thomas Valqui, Barry Walker: Reporte del Comité de Registros de Aves Peruanas (CRAP) del periodo 2022 / Report of the Peruvian Bird Records Committee 2022. In: UNOP Boletín informativo. Band 17, Nr. 2, 2022, S. 48–57 (englisch, weebly.com [PDF; 2,0 MB]).